# Оксамытный, Виталий Васильевич
Виталий Васильевич Оксамытный (род. 11 апреля 1946, село Тоцкое, Тоцкий район, Чкаловская область, СССР, РСФСР) — советский и российский ученый-правовед, доктор юридических наук, профессор, заведующий кафедрой теории и истории государства и права Московского университета имени А. С. Грибоедова. Заслуженный юрист Российской Федерации (2008), профессор кафедры теории государства и права Московского университета МВД Российской Федерации имени В. Я. Кикотя. Лауреат конкурса «Грант Москвы» в номинации «лучший профессор» (2006).

## Биография
Родился 11 апреля 1946 года в селе Тоцком Тоцкого района Чкаловской (ныне — Оренбургской) области.
В 1970 году с отличием окончил отделение международного права юридического факультета Киевского государственного университета имени Т. Г. Шевченко.
В 1990 году защитил диссертацию на соискание ученой степени доктора юридических наук по теме "Правомерное поведение личности (теоретические и методологические проблемы).
С 1993 по 1999 годы — главный научный сотрудник отдела теории и систематизации законодательства, затем заведующий отделом правового обеспечения сотрудничества стран СНГ Института законодательства и сравнительного правоведения при Правительстве Российской Федерации.
С 1999 года — руководитель Научного центра сравнительного правоведения Института международного права и экономики имени А. С. Грибоедова (1999—2018), с 2006 года также заведующий кафедрой теории и истории государства и права ИМПЭ (в настоящее время Московский университет имени А. С. Грибоедова).

## Научно-практическая деятельность
Принимал участие в разработке проектов Конституции Российской Федерации, Федерального закона «О нормативных правовых актах», ряда других российских законов, правотворческой деятельности Государственной Думы и Совета Федерации, Межпарламентской ассамблеи СНГ и других межгосударственных союзов с участием России.
Одним из первых в отечественной правовой науке провел комплексное исследование такого юридического феномена как правомерное поведение, заложил основы его научной теории.
Признанный авторитет в области сравнительного правоведения, учения о правовых системах и компаративистских проблем теории государства и права.
На основе современного видения многосоставного предмета сравнительно-юридических исследований им обосновывается юридическая компаративистика как интегративное направление на стыке взаимосвязей государства и права, разработаны положения сравнительной легиспруденции как науки, основанной на сопоставлении процессов законотворчества, законов и законодательства разных стран и эпох.
Автор около 300 научных публикаций, изданных в том числе и за рубежом (в странах СНГ, Великобритании, Франции и др.). Коллективная монография «Судебная практика в современной правовой системе России», среди авторов которой был В. В. Оксамытный, удостоена Национальной премии по литературе в сфере права (2018).

## Основные работы
⦁	Оксамытный В. В. Теория государства и права: учебник. М.: ИМПЭ-ПАБЛИШ, 2004. — 568 с.
⦁	Оксамытный В. В., Мукиенко И. Н. Правовые системы современных государственно-организованных обществ: монография. М.: МосУ МВД РФ, 2008. — 164 с.
⦁	Оксамытный В. В. Общая теория государства и права: учебник. М.: ЮНИТИ-ДАНА, 2011. — 511 с.
⦁	Оксамытный В. В. Юридическая компаративистика: учебный курс. М.: ЮНИТИ-ДАНА, 2015. — 431 с.
⦁	Оксамытный В. В. Личность в правовой системе государства: избранные труды. М.: «Спутник+», 2015. — 560 с.
⦁	Оксамытный В. В. Государственно-правовая карта современного мира: монография. Брянск: РИО БГУ, 2016. — 292 с.
⦁	Законодательная техника: Учебник /под общей ред. В. В. Оксамытного, Г. М. Лановой. 5-е изд., перераб. и доп. М.: ЮНИТИ-ДАНА, 2023. — 487 с.
⦁	Оксамытный В. В. Сравнительное правоведение: учебник. М.: КноРус, 2023. — 222 с.